# Танго-мару
«Танго-мару» — дизельный сухогруз. Построен в Германии в 1926 году под именем Rendsburg. В 1942 году конфискован Нидерландами , переименован в Toendjoek, затоплен в 1942 году. Поднят и отремонтирован японцами в 1942 году, переименован в Tango Maru. «Танго-мару» стал одним из «кораблей ада», использовавшихся для перевозки в нечеловеческих условиях рабочих с оккупированных Японией территорий и военнопленных.
В феврале 1944 года был потоплен американской подводной лодкой USS Rasher. Погибло более 3 000 человек из числа находившихся на борту яванских рабочих (ромуся) и голландских военнопленных.

## История
Сухогруз Rendsburg водоизмещением 6200 тонн был построен в Гамбурге в 1926 году на верфи Vulcan-Werke. В мае 1940 года немецкие войска вторглись в Нидерланды, и 10 ноября 1940 года Rendsburg был конфискован голландцами на территории Голландской Ост-Индии и переименован в Toendjoek.
2 марта 1942 года, перед началом Японской оккупации, был затоплен голландцами в акватории порта Джакарты Танджунг Приок. 12 августа корабль был поднят и к следующему году отремонтирован силами японского флота. Передан государственной компании Imperial Steamship Co под именем «Танго-мару».

## Потопление
25 февраля 1944 года «Танго-мару» вышел из Сурабаи в Амбон в составе конвоя, включавшего ещё один сухогруз «Рюсей-мару», два минных тральщика и противолодочного корабля «Такунан-мару 5». На борту «Танго-мару» в крайне стеснённых условиях было размещено около 3 000 яванских рабочих и несколько сотен военнопленных, в основном голландских. «Рюсей-мару» вместил 6 600 человек: 1 244 японских солдат различных подразделений, 2 865 индийских солдат и 2 559 яванских рабочих.
Конвой был обнаружен вечером того же дня подводной лодкой USS Rasher в 25 милях к северу от Бали. В 19:43, воспользовавшись перемещением одного из кораблей эскорта, оставившего незащищённым борт «Танго-мару», Rasher выпустил четыре торпеды, три из которых попали в цель. Судно затонуло в течение пяти минут в точке 07°41′ с. ш. 115°10′ в. д.. Через полтора часа лодка Rasher потопила и «Рюсей-мару», который затонул столь же стремительно. Число погибших составило около 3 000 на «Танго-мару» и 5 000 на «Рюсей-мару».